# Golfo Baklan
Il golfo Baklan (in russo Бухта Баклан?; in italiano significa "cormorano") è un'insenatura situata sulla costa occidentale del golfo di Pietro il Grande, in Russia. Si affaccia sul mar del Giappone e appartiene al Chasanskij rajon, nel Territorio del Litorale (Circondario federale dell'Estremo Oriente).
Il golfo è anche conosciuto con il vecchio nome Man'čžur (Mančžur o Mandžur; in italiano Manciuria). Alla fine del XIX secolo aveva preso il nome della cannoniera Mandžur; ha avuto l'attuale denominazione nel 1972.

## Geografia
Il golfo Baklan è compreso tra capo Čirok (мыс Чирок) a nord (che si trova sulla costa meridionale della penisola di Bruce e la penisola Klerka (полуостров Клерка) a sud. Il golfo ha uno sviluppo costiero di 13,5 km e una superficie totale 22,7 km².
Di fronte al golfo ci sono due isole: l'isola di Antipenko e l'isola di Sibirjakov, tra le due il faraglione Kolonna (кекур Колонна). Vicino all'estremità orientale della penisola Klerka ci sono gli scogli Baklan (42°46′49″N 131°23′03″E). Al centro del golfo sfocia il fiume Pojma (река Пойма)